# Египат на Светском првенству у атлетици у дворани 2012.
Египат је једанаести пут учествовао на Светском првенству у атлетици у дворани 2012. одржаном у Истанбулу од 9. до 11. марта. Репрезентацију Египата представљао је један такмичар, који се такмичио у трци на 60 метара.
Египат није освојио ниједну медаљу нити је остварен неки рекорд.

## Учесници
Мушкарци:
- Амр Ибрахим Мустафа Сеуд — 60 м

## Резултати

### Мушкарци
| Атлетичар                | Дисциплина | Лични рекорд | Квалификација | Квалификација | Полуфинале | Полуфинале | Финале               | Финале       | Детаљи |
| Атлетичар                | Дисциплина | Лични рекорд | Резултат      | Место         | Резултат   | Место      | Резултат             | Место        | Детаљи |
| ------------------------ | ---------- | ------------ | ------------- | ------------- | ---------- | ---------- | -------------------- | ------------ | ------ |
| Амр Ибрахим Мустафа Сеуд | 60 м       | 6,69 НР      | 6,89 кв       | 4. у гр. 8    | 6,83       | 8. у гр. 1 | Није се квалификовао | 20 / 57 (61) |        |